# تيلي أرمسترونغ
تيلي أرمسترونغ (بالإنجليزية: Tilly Armstrong)‏ (8 أبريل 1927 في المملكة المتحدة - 6 يوليو 2010، كارشالتون في المملكة المتحدة)؛ كاتِبة وروائية بريطانية.